# Carlo Mazzacurati
Carlo Mazzacurati (2 de marzo de 1956 – 22 de enero de 2014) fue un director, guionista y actor cinematográfico de nacionalidad italiana.

## Biografía
Nacido en Padua, Italia, primero de los cinco hijos del ingeniero Giovanni Mazzacurati (director del Consorzio Venezia Nuova entre 1983 y 2005), desde niño se dedicó a las artes teatrales, con positivos reconocimientos. En la Universidad de Bolonia en los años 1970 fue uno de los mejores estudiantes de artes escénicas. Fue animador del cineclub de Padua Cinema Uno junto a Piero Tortolina. 
En 1979 realizó, gracias a una herencia, un film de 16 mm, Vagabondi, que en 1983 ganó el premio de distribución otorgado por Gaumont en el festival milanés Filmmaker Doc. Pero la posterior desmovilización de la compañía distribuidora impidió que la película llegara a las salas. 
Mudado a Roma, escribió los guiones de algunas producciones televisivas, y en 1985, junto a Franco Bernini, redactó el guion de Notte italiana que, con Marco Messeri (que sería su actor fetiche) como protagonista y Nanni Moretti como productor, llegó a la gran pantalla en 1987.
Dos años después dirigió Il prete bello, adaptación al cine de la novela de Goffredo Parise. También colaboró en el guion de Marrakech Express (ganadora del Premio Solinas, y dirigida por Gabriele Salvatores), Fracchia contro Dracula (de Neri Parenti), y Domani accadrà (de Daniele Luchetti). Ganó el León de Plata a la mejor dirección en 1994 gracias a la película Il toro, que protagonizaba Diego Abatantuono. 
Además, Mazzacurati hizo pequeños papeles en cuatro filmes de Nanni Moretti (Palombella rossa en 1989, Caro diario en 1994, Il grido d'angoscia dell'uccello predatore (20 tagli d'Aprile) en 2001, y Il caimano en 2006). Fue director de L'estate di Davide (1998) y La lingua del santo (2000), además de realizar documentales de la serie Ritratti sobre Mario Rigoni Stern, Andrea Zanzotto y Luigi Meneghello, con entrevistas de Marco Paolini. Volvió a interpretar un pequeño papel en 2006, en el film Zeldman, de Cosimo Messeri.
En 2007 rodó La giusta distanza, protagonizada por Valentina Lodovini. A los dos años fue coproductor, junto a Angelo Barbagallo y Edoardo Scarantino, del documental The One Man Beatles, de Cosimo Messeri, presentado en la IV edición del Festival de Cine de Roma y candidato al Premio David di Donatello de 2010 como mejor film documental. 
Mazzacurati dirigió en 2010 a Silvio Orlando en La passione. Ese mismo año rodó el documental Sei Venezia, con seis historias dedicadas a otros tantos personajes venecianos. En diciembre de 2011 fue nombrado primer presidente de la nueva Cineteca di Bologna.
En 2012 dirigió Medici con l'Africa, film documental rodado en Mozambique que relataba la actividad de los voluntarios de Medici con l'Africa Cuamm, la mayor organización italiana al cuidado de la salud de la población africana. El 20 de noviembre de 2013 recibió el Gran Premio Torino por su carrera.
Carlo Mazzacurati presentó su última película, La sedia della felicità, en el Festival de Cine de Turín, estrenado en la primavera de 2014 e interpretado por Isabella Ragonese y Valerio Mastandrea. El cineasta había muerto en enero de ese mismo año en un hospital de Padua, a causa de un cáncer de páncreas. Tenía 57 años de edad. La capilla ardiente fue instalada en Padua cerca de la sede de Medici con l'Africa Cuamm.
Mazzacurati había estado casado con Marina Zangirolami, con la que había tenido una hija.

## Premios
- 1988 - Nastro d'argento al mejor director debutante por Notte Italiana
- 1994 - León de Plata a la mejor dirección en el 51.er Festival Internacional de Cine de Venecia por Il toro
- 1999 - Premio Children and Cinema Menzione speciale en el 56.º Festival Internacional de Cine de Venecia por Ritratti: Mario Rigoni Stern
- 2008 - Nastro d'argento al mejor guion por La giusta distanza
- 2009 - Premio del jurado joven del Festival de cine italiano de Bastia por La giusta distanza
- 2013 - Gran Premio de la ciudad de Turín en el Festival Internacional de Cine Joven de Turín
- 2014 - Nastro d'argento de 2014 por La sedia della felicità (póstumo)
- 2014 - Premio David di Donatello Especial (póstumo)

## Filmografía

### Director
- Vagabondi (1980)
- Notte italiana (1988)
- Il prete bello (1989)
- Un'altra vita (1992)
- L'unico paese al mondo (1994)
- Il toro (1994)
- Vesna va veloce (1996)
- L'estate di Davide (1998)
- Ritratti: Mario Rigoni Stern (1999) - Documental
- La lingua del santo (2000)
- Ritratti: Andrea Zanzotto (2000) - Documental
- Ritratti: Luigi Meneghello (2002) - Documental
- A cavallo della tigre (2002)
- L'amore ritrovato (2004)
- La giusta distanza (2007)
- La passione (2010)
- Sei Venezia (2010) - Documental
- Medici con l'Africa (2012) - Documental
- La sedia della felicità (2014)

### Guionista
- Vagabondi (1980)
- L'albero dei diamanti (1984)
- Fracchia contro Dracula (1985)
- Notte italiana (1988)
- Domani accadrà (1989)
- Il prete bello (1989)
- Marrakech Express (1989)
- Un'altra vita (1992)
- Il toro (1994)
- Vesna va veloce (1996)
- L'estate di Davide (1998)
- Ritratti: Mario Rigoni Stern (2000) - Documental
- Ritratti: Andrea Zanzotto (2000)
- La lingua del santo (2000)
- Ritratti: Luigi Meneghello (2002) - Documental
- A cavallo della tigre (2002)
- L'amore ritrovato (2004)
- La giusta distanza (2007)
- La passione (2010)
- Sei Venezia (2010) - Documental

### Actor
- Palombella rossa, de Nanni Moretti (1989)
- Querido diario, de Nanni Moretti (1994)
- Il grido d'angoscia dell'uccello predatore, de Nanni Moretti (2001)
- Il ponte, de Stefano Missio (2005)
- Mattotti, de Renato Chiocca (2006) - documental
- Zeldman, de Cosimo Messeri (2006)
- Il caimano, de Nanni Moretti (2006)

### Productor
- The One Man Beatles, de Cosimo Messeri (2009)

## Premios y distinciones
Festival Internacional de Cine de Venecia
| Año  | Categoría                                    | Película                     | Resultado |
| ---- | -------------------------------------------- | ---------------------------- | --------- |
| 1994 | León de Plata                                | Il toro                      | Ganador   |
| 1999 | Premio Children and Cinema -Mención especial | Ritratti: Mario Rigoni Stern | Ganador   |